# الشياطين (فلم 1971)
الشياطين (بالإنجليزية: The Devils) فيلم سيرة ذاتية درامي تاريخي بريطاني لعام 1971 من تأليف وإخراج كين راسل وبطولة أوليفر ريد وفانيسا ريدغريف. الفيلم عبارة عن سرد تاريخي درامي لسقوط أوربان جراندير (1590 – 1634 قس كاثوليكي فرنسي تم إدانته بالسحر وحرقه، في أعقاب أحداث ما يسمى «ممتلكات لودون» (محاكمة جرت في لودون عن حوادث سحر سيئة السمعة). خلص معظم المعلقين الحديثين إلى أن جراندير كان ضحية اضطهاد ذي دوافع سياسية بقيادة الكاردينال ريشيليو القوي) كما أن الفيلم يركز على الأخت جين دي أنج، وهي راهبة مكبوتة جنسيًا حرضت على اتهام القس.
الفيلم إنتاج مشترك بين المملكة المتحدة والولايات المتحدة، مقتبس جزئياً من الكتاب الغير خيالي «شياطين لودون» للكاتب ألدوس هكسلي، وأيضا من مسرحية «الشياطين» للكاتب «جون وايتنج» لعام 1960، والتي تستند أيضًا إلى كتاب هكسلي. عرضت شركة يونايتد ارتست فكرة الفيلم على راسل في الأصل، لكنها تخلت عن المشروع بعد قراءة السيناريو النهائي، حيث شعروا أنه مثير للجدل بطبيعته. وافقت شركة وارنر بروز لاحقًا على إنتاج الفيلم وتوزيعه. تم التصوير في استوديوهات باينوود في أواخر عام 1970. يصور الفيلم بوضوح العنف والجنس والدين. تسبب ذلك في حصول الفيلم على تصنيف (X) في كل من المملكة المتحدة والولايات المتحدة. تم حظره في العديد من البلدان، وتم حذف مشاهد كثيرة للإفراج عنه في دول أخرى، ولم يتم إصدار الفيلم في شكله الأصلي في معظم البلدان. رفض النقاد أيضًا الفيلم بسبب محتواه الصريح، على الرغم من فوزه بجوائز أفضل مخرج في مهرجان البندقية السينمائي، وكذلك من المجلس الوطني الأمريكي للمراجعة.
حصل الفيلم على منحة الأفلام (أموال تدفع من جهات رسمية لمساعدة الأفلام الهادفة) معتمداً بشكل كبير على موضوعات القمع الجنسي وإساءة استخدام السلطة. وصفت كثيراً من المنشورات، وكثيراً من النقاد الفيلم بأنه من أكثر الأفلام إثارة للجدل في كل العصور. ظل الفيلم محظورًا في فنلندا حتى عام 2001.

## طاقم التمثيل
أوليفر ريد: في دور الأب أوربان جراندير
فانيسا ريدغريف: في دور الأخت جين دي أنج
دودلي ساتون: في دور البارون دي لوبارديمونت
ماكس ادريان: في دور ايبرت
جيما جونز: في دور مادلين دي برو
موراي ملفين: في دور الأب كانون جان مينيون
مايكل جوثارد: في دور الأب بيير بري
جورجينا هيل: في دور فيليب ترينكانت
بريان ميرفي: في دور آدم
جون وودفين: في دور لويس ترينكانت
كريستوفر لوج: في دور الكاردينال ريشيليو
كينيث كولي: في دور ليجراند
غراهام أرميتاج: في دور لويس الثالث عشر ملك فرنسا
أندرو فولدز: في دور الحارس
جوديث باريس: في دور الأخت أغنيس
كاثرين ويلمر: في دور الأخت كاثرين

## أحداث الفيلم
أبرم الملك لويس الثالث عشر في فرنسا في ثلاثينيات القرن السادس عشر، وهو الملك المخنث الفاسق، اتفاقًا مع الكاردينال الكاثوليكي ريشيليو لدمج الكنيسة والدولة، وبالتالي تدمير البروتستانت الهوغونوتيين وترسيخ سلطة كلا الزعيمين. توفي الوالي المحبوب، في غضون ذلك، بسبب الطاعون في بلدة لودون، تاركًا رئيس الكهنة المفعم بالحيوية، الأب أوربان غرانديير، مسؤولاً عن المدينة التي تشتهر بالتسامح الديني. بينما يقود غرانديير مسيرة الجنازة، تراقب الراهبات الشابات، من بلدة أورسولين، الرجل الوسيم. كانت الأخت جين، وهي حدبة مكبوتة جنسياً بشدة، تحب غراندير سرًا، على الرغم من أنها لم تقابله أبدًا. تقع جين في خيال جبان تحاول فيه ممارسة الحب مع غرانديير، لكنها تتعرض للسخرية بسبب إعاقتها. على الرغم من الدعوة للعفة، ينام غرانديير بانتظام مع رعاياه المتحمسين، ولكن عندما سمع أن علاقته الأخيرة بالشابة فيليب تسببت في حملها، يرفضها، وينصحها أن تحمل صليبها بثبات مسيحي. بينما تتراكم جثث ضحايا الطاعون في المدينة، يتم استدعاء غرانديير إلى جانب سرير امرأة «عولجت» بوحشية من أطباء مخادعين، ويطرد غرانديير الأطباء المخادعين، ثم يواسي مادلين ابنة المرأة الميتة. بعد فترة وجيزة، وصل والد فيليب. عندما اقتربت مادلين من جين لسؤالها عن رغبتها في العمل بالدير، اتهمتها جين بإخفاء الفاسق بنظرة بريئة وأخبرتها أن معظم الراهبات «تم استدعاؤهن» فقط بسبب الحاجة إلى مكان للعيش، وليس بسبب محبة المسيح. تلجأ مادلين إلى غرانديير، الذي يؤكد لها أنها تستطيع أن تفعل المزيد خارج الدير، وعند الاعتراف، تعترف مادلين بحبها لجراندير. يسيطر على جين خيال آخر وهي تصلي أمام المسيح المصلوب، الذي يتحول إلى غرانديير ويصعد عن الصليب لاحتضانها. يواصل غرانديير ومادلين مناقشة إمكانية إقامة علاقة غرامية، وسرعان ما يقنعها أن الكتاب المقدس لا يمنع الكهنة من الزواج، وأن الرجال يجب أن يكون لديهم متنفس لشغفهم الدنيوي. في غضون ذلك، أقنع ريشيليو الملك بإرسال وكيله، البارون دي لاوبارديمونت، لهدم تحصينات لودون كوسيلة لتعطيل استقلاله. عندما يرى غرانديير ما يحدث، يتحدى لاوبارديمونت، ويظهر له عقدًا بين الحاكم الراحل والملك لضمان سلامة المدينة، وفي وسط تصفيق سكان المدينة، حثهم غرانديير على البقاء أقوياء والتمرد ضد النظام الاستبدادي من أجل حماية الحريات الدينية. بينما تكتب جين إلى غرانديير لتطلب منه أن يكون والدهما الجديد المعترف، يتزوج الكاهن ومادلين. على الرغم من أن الحفل سري، إلا أن الأخبار سرعان ما تنتشر، وعند سماعها، تجلد جين نفسها بالمسامير.
يخطط البارون دي لاوبارديمونت لتدمير الكاهن. يستأجر الأب باري للتحقيق مع جين. يتم الإعلان عن التحقيق، ويضحك سكان المدينة لأن جين اتهمت غرانديير أنه عميل الشيطان وتعامل معها بشهوة، وعلى الرغم من أنه كان يمكن إهمال أقوالها بسهولة باعتبارها مجنونة، استمرت جين في الإصرار على أن غراندير هو معذبها. سرعان ما يتم استدعاء غرانديير أمام الملك للدفاع عن نفسه، وللتأكد من أن جين مجرد امرأة مجنونة مكبوتة جنسيًا. يودع غرانديير زوجته مادلين بثقة. أثناء رحيله، جمع لوبارديمونت الراهبات الأخريات في حفرة في الغابة واتهمهن بالخيانة والجرائم ضد الله، وللهروب من عقوبة الإعدام، توافق جميع الراهبات على تصريح بأن الشيطان قد استحوذ عليهن أيضًا من خلال غرانديير. يقدم الملك قارورة من دم يسوع لتطهير المنكوبين، ولكن بمجرد أن تشفى النساء بالقارورة، يكشف الملك أنها فارغة ويتركها ضاحكًا. في هذه الأثناء، يكتب غرانديير إلى مادلين ليؤكد لها أن المحكمة لا تزال متعاطفة مع قضيته. في رحلته إلى لودون، شعر بإحساس متجدد بالهدف لحماية قطيعه وتقويته ضد الاضطهاد، وكتب إلى مادلين أنه كان رجلاً سيئًا، لكنه الآن جيد. عند عودته، اكتشف أن الدير تحول إلى «سيرك» ويدين لاوبارديمونت والأب باري لإفسادهما براءة الراهبات والجمهور. بينما تهتف جين بشأن جرائم غرانديير المختلفة، ينفي التهم بشدة ويحذر الراهبة برفق من إلحاق الأذى بروحها. قام لوبارديمونت على الفور باعتقاله بتهمة الهرطقة وتعذيبه هو والراهبات لإجبارهن على توقيع اعترافات. على الرغم من بقاء غرانديير صامد، إلا أن مادلين مسجونة ومكسورة، وتحاول جين شنق نفسها. بمجرد أن يتم إنقاذها، تعترف لمينيون بأنها كذبت، لكن الأب باري يؤكد أن الشيطان فقط هو الذي يتحدث من خلالها. عقدت محاكمة، ويظهر لاوبارديمونت اعترافات النساء ويقدم دليلاً على أن غرانديير تزوج مادلين. على الرغم من أن غراندييه يدافع عن نفسه ببلاغة، مستنكرًا محاكمة لاوبارديمونت باعتبارها تجربة سياسية لتدمير المدينة، فقد حُكم عليه بالتعذيب والحرق حياً لمشاركته في الشيطانية والفحش وتدنيس المقدسات. يقول غرانديير: «أنا بريء وخائف، لكني آمل أن تكفر معاناتي عن حياتي الباطلة». يُخضع لاوبارديمونت القس لتعذيب وحشي لإجباره على الاعتراف بجرائمه المزعومة، لكن غرانديير لا يتراجع. يزحف غرانديير إلى المحرقة ويطلب مغفرة الله لمعذبيه بينما يحتفل سكان البلدة وهو مقيد ويهتفون «اقتله». عند رؤية غرانديير يتلوى من الألم، يدرك مينون أن رجلًا بريئًا يُقتل ويصلي بحرارة. بمجرد وفاة غرانديير، تم تفجير تحصينات المدينة. في وقت لاحق، أبلغ لوبارديمونت جين أنها لم تعد ممسوسة وقريباً، مع موت البلدة، ستُترك في غياهب النسيان. بينما سلمت لوبارديمونت لجين عظمة متفحمة من المحرقة كتذكار، تم إطلاق مادلين من السجن بصمت فوق موقع الحريق، عبر الجدران المدمرة، وخارج لودون.

## استقبال الفيلم
حصل الفيلم على رد فعل سلبيًا نقديًا كبيرًا عند إصداره نظرًا لطبيعته «الفاحشة» و«المحمومة» و«الإباحية». أدان الفاتيكان الفيلم علنًا، على الرغم من الاعتراف بأنه يحتوي على بعض الجدارة الفنية، وطلب إلغاء عروضه في مهرجان البندقية السينمائي.
وصفت جوديث كريست الفيلم بأنه «مهرجان كبير للساديين والمنحرفين»، بينما أعطى روجر إيبرت من شيكاغو صن تايمز الفيلم تقييمًا نادرًا بأنه صفر من النجوم من أصل أربعة نجوم.
كتبت بولين كايل عن الفيلم في مجلة نيويوركر أن راسل "لا يبلغ عن هستيريا، بل يسوقها". كتب فنسنت كانبي: "شعرت أن طبيعة السيناريو أعاقت الأداء، فكتب: "أوليفر ريد يقترح بعض الإنسانية المعروفة كالأب الفقير غرانديير، لكن الجميع سخيف. فانيسا ريدغريف، التي يمكن أن تكون، على ما أعتقد، ممثلة جيدة، تلعب دور الأخت جين مع سنام بلاستيكي، ضحكة هانسيل وجريتل، والكثير من الصفير لدرجة أنها عندما تقول "الشيطان مستعد دائمًا لإغرائنا بالمتعة الحسية"، قد تعتقد أن جروشو ماركس قد ترك الهواء يخرج من إطاراتها".
انتقد تشارلز تشامبلن من صحيفة لوس أنجلوس تايمز الفيلم، وكتب أن رسالته «ليست مناهضة لرجال الدين - لم يعد هناك ما يكفي من رجال الدين ليكونوا معادين - إنه معاد للإنسانية. أصبح الغضب ضد القسوة احتفالًا به. أنت لا تبكي على الشرور والجهل الذي حدث في الماضي، ولكن على ذكاء اليوم ومرضه أكثر إثارة في العلاج»، لكنه اعترف بأن الأداء في الفيلم كان كفؤًا. وبالمثل، شعر جوردون ستونهام من فيلم «مواطن اوتوا»، أن الفيلم كان شديد الإثارة، مشيرًا إلى أن راسل يركز كثيرًا على «التأثيرات الباروكية، ويركز كثيرًا على جوانب غراند غينيول في القضية، ولم يكن السرد مطلقًا في بؤرة التركيز».
أشادت بريدجيت بيرن من لوس أنجلوس ويكلي بالفيلم ووصفته بأنه "لامع وجريء وغريب"، ويشبه قصة خيالية، لكنها أضافت أن الجماهير "يجب أن تدرك فلسفتها، وأن تعمل على تيارات الجدية السفلية، وأن تسد الفجوات الهيكلية لأنفسهم، حتى يتم نقلهم من خلال العربدة الحرفية من الروعة.
أشار ستيفن فاربر من صحيفة نيويورك تايمز إلى الفيلم باعتباره عملاً طموحًا، معترفًا بأن «الأفكار في فيلم راسل قد تبدو مفرطة في التخطيط ، لكن صوره المرعبة والخيالية الكابوسية لها قوة نفسية مذهلة».
منح موقع الطماطم الفاسدة الفيلم تقييماً مقداره 67% بناءاً على آراء 30 ناقداً سينمائياً، وكتب إجماع نقاد الموقع: «أنيق للغاية، تأليف كين راسل الباروكي استفزازي ومقنع في الوقت نفسه في زعمه أن أعظم تجديف هو الاستفادة من الإيمان للحصول على القوة».
منح موقع ميتاكريتيك الفيلم تقييماً مقداره 49% بناءاً على آراء 11 ناقداً سينمائياً.
فاز الفيلم بجائزة أفضل إخراج (كين راسل) من المجلس الوطني للمراجعة، كما فاز بجائزة أفضل مخرج أجنبي (كين راسل) في مهرجان البندقية السينمائي.

## الفيلم والرقابة
كان المحتوى الجنسي والعنيف الصريح، مقترنًا بتعليقه على المؤسسات الدينية، أدى إلى تعرض الفيلم لرقابة كبيرة. وتعليقًا على طبيعة الفيلم المثيرة للجدل، قال أوليفر ريد: "لم نبدأ أبدًا في صنع فيلم مسيحي جميل. لقد صنع تشارلتون هيستون ما يكفي من هذه الأفلام ... الفيلم يدور حول أشخاص ملتويين". وجد المجلس البريطاني لمراقبي الأفلام أن الفيلم يشكل مزيج من الموضوعات الدينية والصور الجنسية العنيفة وهذا تحديًا خطيرًا، خاصة وأن المجلس كان يتعرض للضغط من مجموعات الضغط المحافظة اجتماعياً مثل مهرجان النور في وقت توزيعه. من أجل الحصول على تصريح وكسب شهادة بريطانية (ممنوع لأقل من 18 سنة)، أجرى المخرج كين راسل عمليات حذف طفيفة للعري الأكثر وضوحًا (بشكل رئيسي في تسلسل الكاتدرائية والدير)، تفاصيل طرد الأرواح الشريرة (خاصة تلك التي تشير إلى إدخال في الشرج)، وبعض اللقطات لسحق أرجل جرانديير، ومشاهد الاحتراق. قال راسل لاحقًا: كانت الاعتراضات ... أن مشاهد التعذيب - مثل تحريك لسان غرانديير بالإبر أو كسر ركبتيه - استمرت ببساطة لفترة طويلة جدًا. بالنسبة له، كانت هذه المشاهد ... لاخبار الجمهور بما كان يحدث؛ بعد ذلك، ستملأ الأصوات ومخيلاتهم البقية. باستثناء مشهد واحد (اغتصاب المسيح) تم حذفه بالكامل".. وأضاف ان المطلوب "هو تخفيف حدة المشاهد أو تقليلها".
عرضت النسخة الكاملة من الفيلم (الذي يمتد حوالي 117 دقيقة) مع استعادة اللقطات المحذوفة، لأول مرة في لندن في 25 نوفمبر 2002، إلى جانب فيلم وثائقي بعنوان الجحيم على الأرض، أنتج للقناة 4. ظل الفيلم محظورًا في فنلندا لأكثر من 40 عامًا، حتى تم رفعه في نوفمبر 2011.

## روابط خارجية
- الشياطين على موقع IMDb (الإنجليزية)
- الشياطين على موقع ميتاكريتيك (الإنجليزية)
- الشياطين على موقع الموسوعة البريطانية (الإنجليزية)
- الشياطين على موقع روتن توميتوز (الإنجليزية)
- الشياطين على موقع ألو سيني (الفرنسية)
- الشياطين على موقع أول موفي (الإنجليزية)
- الشياطين على موقع فيلمافينيتي (الإسبانية)
- الشياطين على موقع قاعدة بيانات الأفلام السويدية (السويدية)
- الشياطين على موقع قاعدة بيانات الفيلم (الإنجليزية)
- الشياطين على موقع ليتربوكسد (الإنجليزية)